# قوانین جیم کرو
قوانین جیم کرو (به انگلیسی: Jim Crow laws) قوانینی ایالتی و محلی بودند که بین ۱۸۷۶ و ۱۹۶۵ در ایالات متحده به تصویب رسیدند. آنان به‌طور دوژور دستور جداسازی نژادی در همهٔ تأسیسات عمومی ایالات جنوبی مؤتلفهٔ سابق را با وضعیت «جدا ولی مساوی» برای سیاهان آمریکا، از ۱۸۹۰ به بعد، صادر می‌کردند. جدایی در عمل شرایطی برای سیاهان آمریکا ایجاد کرد که وضع آنان از سفیدهای آمریکایی پایین‌تر باشد و ضررهای اقتصادی، آموزشی و اجتماعی برایشان در پی بیاورد. جدایی نژادی دوژور بیشتر به جنوب ایالات متحده اعمال شد. جدایی نژادی شمال عموماً دو فاکتو بود و الگوهای جدایی در مسکن از طریق توافقات، امور قرض دادن بانکی و تبعیض شغلی از جمله اعمال اتحادیه‌ای تبعیض‌آمیز به مدت دهه‌ها اعمال می‌شد.

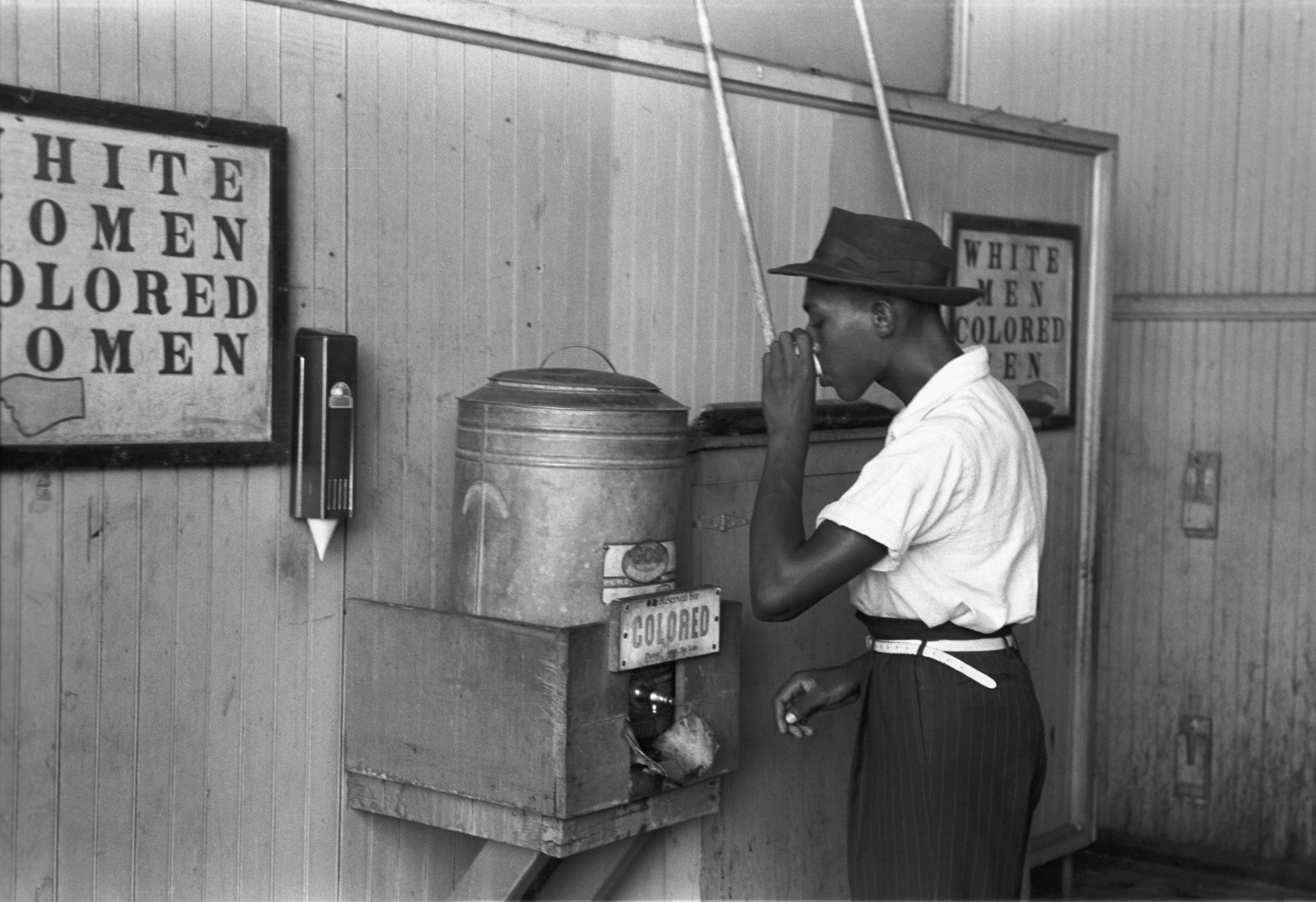
مرد سیاه‌پوست از آبخوری رنگین‌پوستان در ترمینال تراموا در اکلاهما سیتی آب می‌خورد.

برخی نمونه‌های قوانین جیم کرو جداسازی نژادی مدارس دولتی، اماکن عمومی و حمل و نقل عمومی، و جداسازی نژادی دستشویی‌ها، رستوران‌ها و آبخوری‌ها برای سفیدها و سیاهان بود. نیروهای مسلح آمریکا از پیش جداسازی شده بود. رئیس‌جمهور وودرو ویلسون در سال ۱۹۱۳ جداسازی نژادی در محل‌های کار دولت فدرال را آغاز کرد.
قوانین جیم کرو مجموعه‌ای از قوانین ایالتی و محلی بودند که در ایالات متحده، به‌ویژه در جنوب، از اواخر قرن نوزدهم تا اواسط قرن بیستم به تصویب رسیدند. این قوانین جداسازی نژادی و تبعیض علیه آفریقایی-آمریکایی‌ها را تحمیل کردند و سیستمی از نابرابری را نهادینه کردند که تقریباً بر تمام جنبه‌های زندگی، از جمله آموزش، اشتغال، مسکن و خدمات عمومی تأثیر گذاشت.
اصطلاح «جیم کرو» از شخصیتی در نمایش‌های مینسترل در دهه ۱۸۳۰ نشأت گرفته است که کلیشه‌های منفی از آفریقایی-آمریکایی‌ها را ترویج می‌کرد. پس از جنگ داخلی و دوره بازسازی، ایالت‌های جنوبی تلاش کردند تا برتری سفیدپوستان را دوباره برقرار کنند و کنترل بر جمعیت آفریقایی-آمریکایی را به دست آورند. این قوانین در دهه ۱۸۹۰، پس از پایان دوره بازسازی، به وجود آمدند و با مفهوم نادرست «جدا اما برابر» توجیه شدند، دکترین که توسط دیوان عالی کشور در پرونده پلسی در برابر فرگوسن در سال ۱۸۹۶ تأسیس شد.
در زیر قوانین جیم کرو، امکانات عمومی مانند مدارس، پارک‌ها و سیستم‌های حمل و نقل جداسازی شده بودند. آفریقایی-آمریکایی‌ها اغلب به امکانات نامرغوبی اختصاص داده می‌شدند که از نظر مالی کمبود داشتند و به‌خوبی نگهداری نمی‌شدند. به عنوان مثال، مدارس برای کودکان سیاه‌پوست به‌طور قابل توجهی کمتر از مدارس برای کودکان سفیدپوست تأمین مالی می‌شدند که منجر به نابرابری در کیفیت آموزش می‌شد. این نابرابری سیستماتیک فرصت‌های آموزشی و اقتصادی موجود برای آفریقایی-آمریکایی‌ها را محدود می‌کرد.
حقوق رأی‌گیری نیز از طریق قوانین جیم کرو به شدت محدود شد. روش‌هایی مانند آزمون‌های سوادآموزی، مالیات رأی و بندهای درک به کار گرفته شدند تا رأی‌دهندگان سیاه‌پوست را از حق رأی محروم کنند. این اقدامات به‌منظور دور زدن متمم پانزدهم، که به مردان آفریقایی-آمریکایی حق رأی می‌داد، طراحی شده بودند. در نتیجه، بسیاری از آفریقایی-آمریکایی‌ها عملاً از شرکت در فرایند سیاسی محروم شدند.
تأثیر قوانین جیم کرو فراتر از محدودیت‌های قانونی بود؛ آن‌ها فرهنگی از ترس و خشونت را ترویج کردند. اعدام‌های غیرقانونی و دیگر اشکال ترور نژادی برای حفظ برتری سفیدپوستان و سرکوب هرگونه مقاومت از سوی جامعه سیاه‌پوست استفاده می‌شد. سازمان‌هایی مانند کو کلاکس کلن در این دوره رونق یافتند و نفرت و خشونت نژادی را ترویج کردند.
جنبش حقوق مدنی در دهه‌های ۱۹۵۰ و ۱۹۶۰ به‌دنبال برچیدن قوانین جیم کرو و دستیابی به برابری برای آفریقایی-آمریکایی‌ها بود. قوانین مهمی مانند قانون حقوق مدنی سال ۱۹۶۴ و قانون حقوق رأی سال ۱۹۶۵ در نهایت منجر به پایان جداسازی و تبعیض قانونی شد. با این حال، میراث جیم کرو همچنان بر جامعه آمریکا تأثیر می‌گذارد و مبارزه مداوم برای برابری نژادی و عدالت را برجسته می‌کند.